# Megafone 5
Megafone 5 (Portugal,2009), é uma associação e projecto musical português criado com o objectivo de homenagear o músico João Aguardela.

## Objectivos
Este projecto tem como objectivo homenagear e difundir o trabalho e as ideias do músico João Aguardela, desaparecido em Janeiro de 2009. João Aguardela ficou conhecido no panorama musical português com as bandas Sitiados, Linha da Frente, A Naifa e Megafone. Este projecto nasceu informalmente, entre um grupo de amigos e admiradores do seu trabalho e os seus objectivos passam, entre outras coisas, pela manutenção do site que perpetua a música de João Aguardela e pela organização anual dos Prémios Megafone.
Em Novembro de 2009, o projecto realiza um espectáculo de homenagem  no grande auditório do Centro Cultural de Belém, em Lisboa, onde actuam nomes como A Naifa, Dead Combo, OqueStrada e Gaiteiros de Lisboa.
O projecto colocou todos os seus álbuns enquanto Magafone, disponíveis para descarregamento gratuito no site www.aguardela.com, que foi criado em memória do artista.

## Elementos
Sandra Baptista (músico), Luís Varatojo (músico), Luís Pardelha (produtor), Ricardo Alexandre (jornalista), João Marques (músico), Luís Rodrigues (webdesigner), Luis Tomás (produtor), Rodrigo Dias (advogado/músico), Helena Pedro (promotora), Nuno Calado (radialista), Maria Antónia Mendes (músico), Samuel Palitos (músico) e Pedro Gonçalves (criativo publicitário/jornalista de música).